# Helius (Helius) chikurinensis minusculus
Helius (Helius) chikurinensis minusculus is een ondersoort van de tweevleugelige Helius (Helius) chikurinensis uit de familie steltmuggen (Limoniidae). De ondersoort komt voor in het Oriëntaals gebied.